# Jekaterina Alexandrowna Klimowa

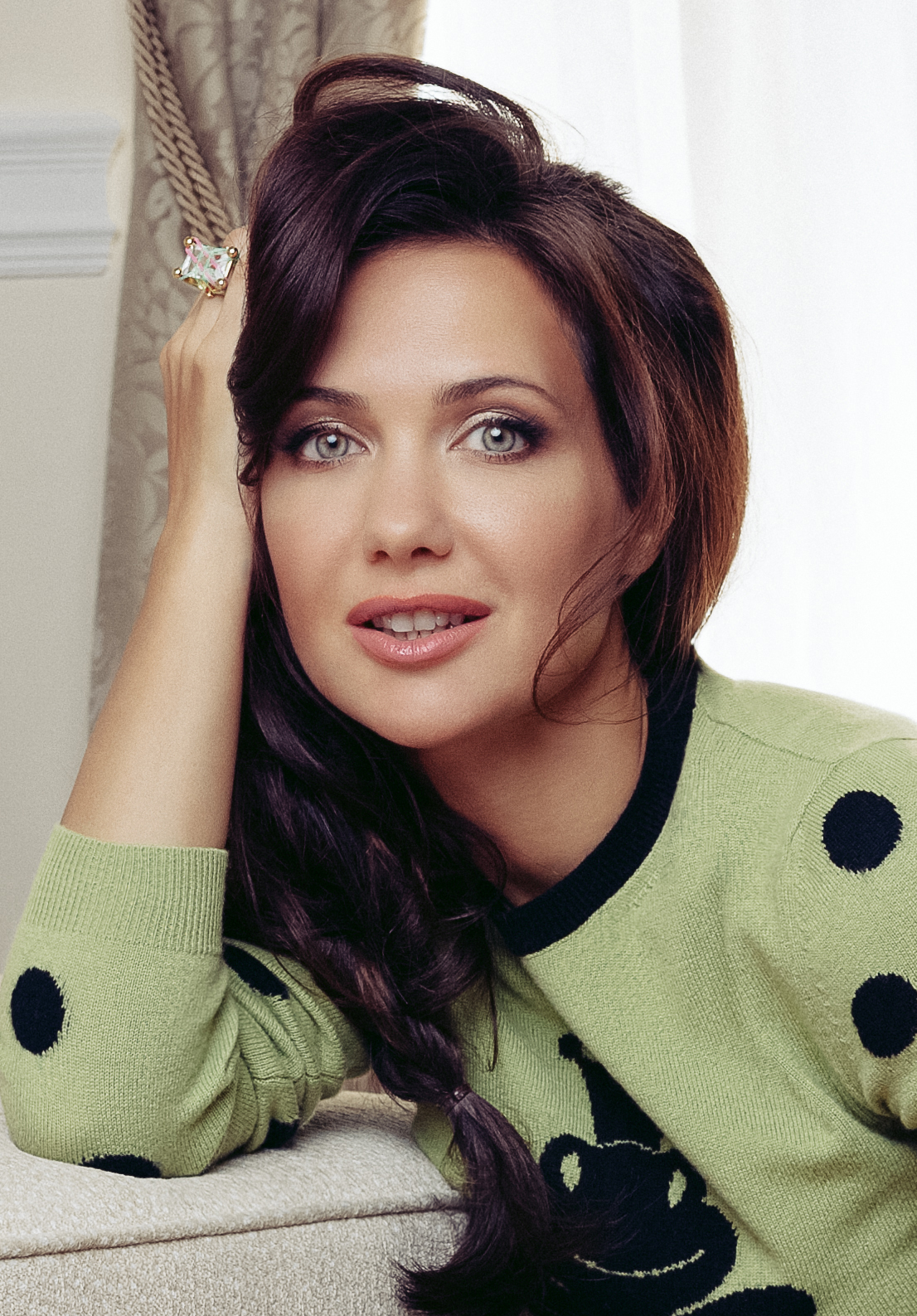
Jekaterina Klimowa (2015)

Jekaterina Alexandrowna Klimowa (russisch Екатерина Александровна Климова; * 24. Januar 1978 in Moskau) ist eine russische Schauspielerin.

## Leben
Im Jahr 1999 beendete Klimowa ihr Schauspielstudium an der Schtschepkin-Theaterhochschule in Moskau und wurde ins Theater der Russischen Armee aufgenommen. Dort spielte sie unter anderem Otellos Gemahlin Desdemona in Otello.
Seit 2001 spielt sie in Film- und Fernsehproduktionen mit, so zum Beispiel in Bednaja Nastja. Zu ihren ersten Hauptrollen gehört die Darstellung der Nina Poljakowa im Film Wir sind aus der Zukunft (2008). In Grigorij R. spielt sie an der Seite von Wladimir Maschkow, Andrei Smoljakow und Ingeborga Dapkūnaitė.

## Privates

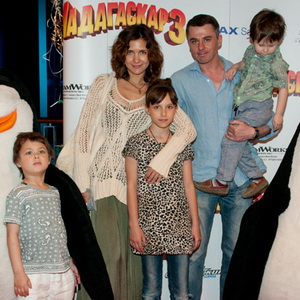
Klimowa mit ihrem Ehemann Igor Petrenko und drei Kindern (2012)

Von 1997 bis 2003 war sie mit Ilja Choroschilow verheiratet, mit dem sie eine gemeinsame Tochter (* 2002) hat. Am 31. Dezember 2004 heiratete Klimowa den Schauspieler Igor Petrenko (* 1977). Am 10. Juli 2014 wurde ihre Ehe, aus der zwei gemeinsame Söhne (* 2006 und * 2008) hervorgegangen sind, geschieden. 2015 heiratete sie den Schauspieler Gela Meschi (* 1986), mit dem sie eine gemeinsame Tochter (* 2015) hat. Am 28. Juni 2019 wurde auch diese Ehe geschieden.

## Filmografie (Auswahl)
- 2003–2004: Bednaja Nastja (Бедная Настя)
- 2005: Kamenskaja (Каменская)
- 2008: Wir sind aus der Zukunft (My is buduschtschego / Мы из будущего)
- 2010: Wir sind aus der Zukunft 2 (My is buduschtschego 2 / Мы из будущего 2)
- 2010: Die Flucht (Pobeg / Побег)
- 2012: Mosgas (Мосгаз)
- 2014: Grigorij R. (Григорий Р.)
- 2015: Po sakonam wojennogo wremeni (По законам военного времени)
- 2016: Schakal (Шакал)

## Theaterrollen
- 2000: Otello[10]
- 2006: Viel Lärm um nichts von William Shakespeare
- 2014–2017: Der Meister und Margarita von Michail Bulgakow